# Romeinse tempelcomplex Tawern
Het Romeinse tempelcomplex Tawern ligt op de Metzenberg en omvat een groep van oude Romeinse tempels in de buurt van het huidige Tawern in landkreis Trier-Saarburg in Rijnland-Palts.
Het tempelcomplex ligt op een kop van een heuvel en kijkt uit over het dal van Tawern. Aan de voet van de heuvel bevinden zich de restanten van een Romeinse vicus.

## Geschiedenis
Binnen de onregelmatig rechthoekige ommuring (46 × 36 m) van het heiligdom hebben waarschijnlijk van oorsprong vijf tempels naast elkaar gelegen met de voorzijde gericht op de vallei. Na verloop van tijd zijn er vier bijgebouwen en twee poorten gebouwd. De zuidelijkste tempel werd vervangen door een direct daarachter (bergopwaarts) gebouwde tempel, terwijl de drie noordelijkste tempels werden vervangen door een grotere tempel met driezijdige ommegang.
In deze grotere tempel stond een levensgroot beeld van de god Mercurius. Reizigers op de belangrijke Romeinse weg van Metz naar Trier hebben waarschijnlijk in de tempel geofferd aan de god van de handelaren en de reizigers. Het tempelcomplex is vermoedelijk door de christenen vernietigd, omdat zij in 392 n.Chr. verboden de heidense culten nog langer uit te oefenen.

## Reconstructie
Op het terrein vond men een 15 meter diepe schacht met een bron. Onder leiding van het Rheinische Landesmuseum Trier is de site in 1986 en 1987 opgegraven en gedeeltelijk gereconstrueerd. In de schacht van de bron vond men brokstukken van gebouwen, munten, kruiken en beeldende voorstellingen, die zodanig gelaagd waren dat de geschiedenis van de tempels goed gereconstrueerd kon worden. Door een gevonden munt wist men dat de bron nog na het einde van de vierde eeuw n.Chr. in gebruik was.

## Toegankelijkheid
De site is het hele jaar open en te voet bereikbaar. In het dorp Tawern wordt het tempelcomplex met borden aangegeven. Vanaf de voet van de helling loopt een bospad 800 meter de helling op naar de tempel.

## Afbeeldingen

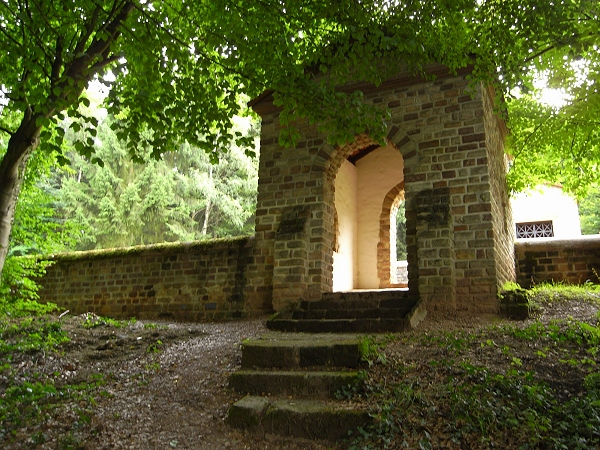
Toegang tot tempelcomplex
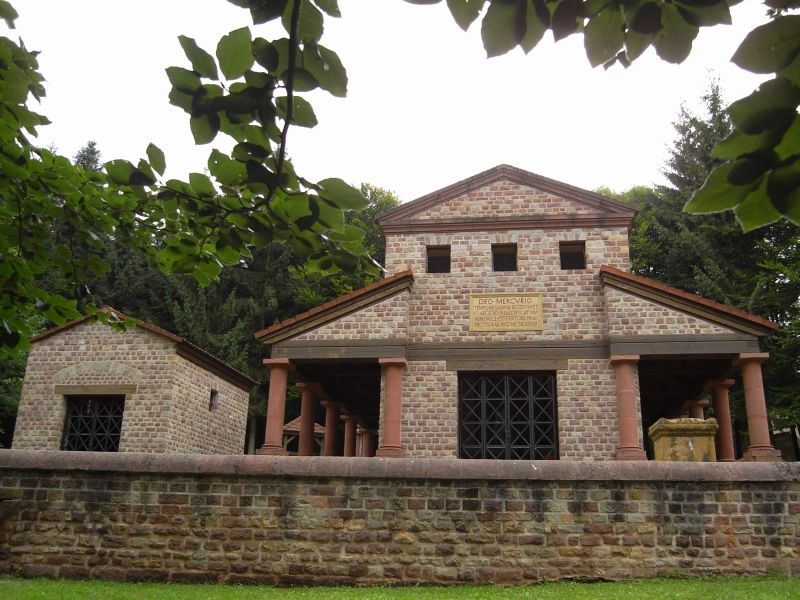
Voorzijde Mercuriustempel
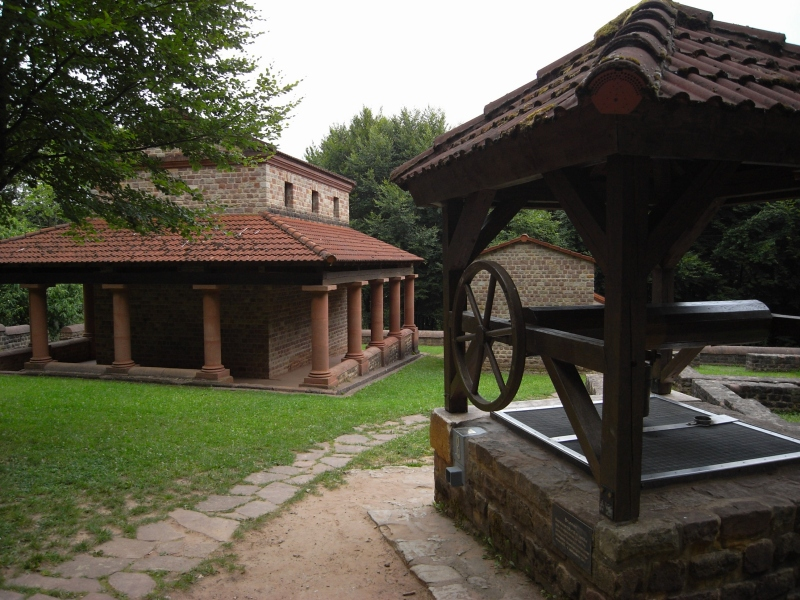
Zijaanzicht van de Mercuriustempel met rechts de bron
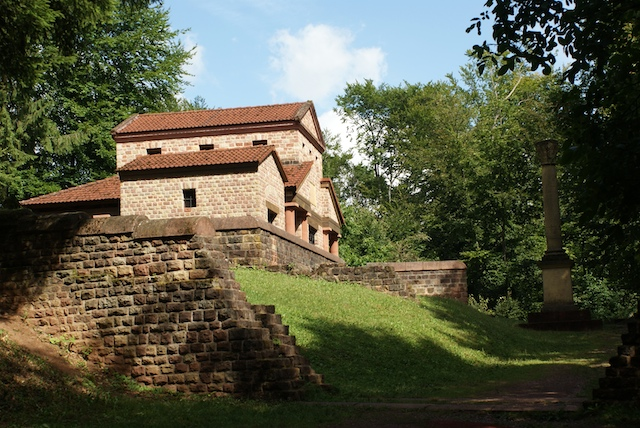
Tempelcomplex vanuit de linkerkant
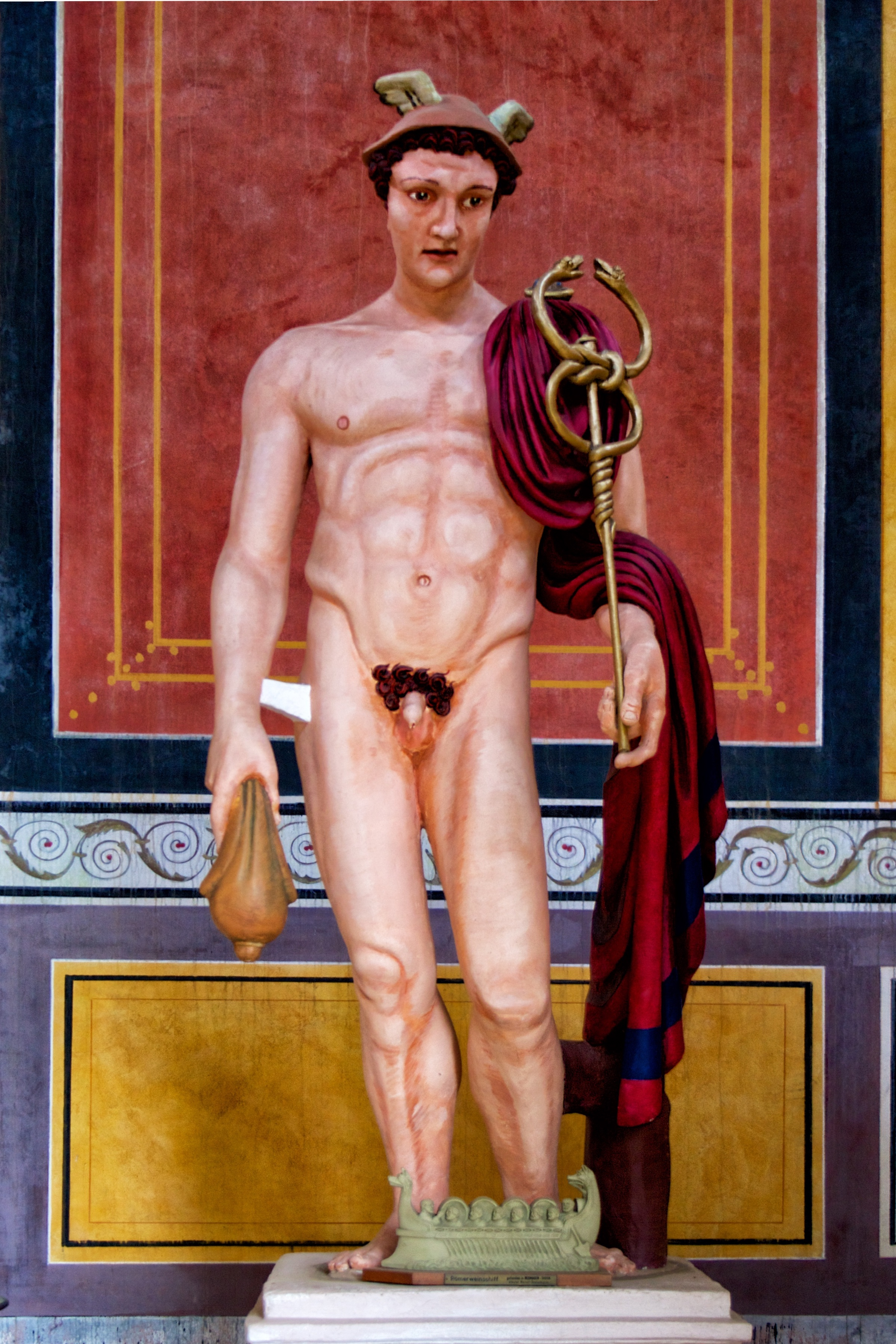
Mercurius